# 村田雄浩
村田 雄浩（、1960年3月18日 - ）は、日本の俳優。有限会社 バイ・ザ・ウェイ（2024年7月まで）を経て、現在は個人事務所 株式会社expresserで活動中。株式会社TAPと業務提携。身長180センチ、体重81.5キロ。

## 来歴
東京都出身。小学5年生より越谷市で育ち、越谷市立北陽中学校、埼玉県立三郷高等学校出身。
少年時代は柔道に励み、ディズニーや黒沢映画への憧れから、16歳で劇団ひまわりに入団。のち、仲間と自主映画を撮り始め、劇団「アクターズ・スリル&チャンス」を結成（1998年解散）。
1979年『思えば遠くへ来たもんだ』（朝間義隆監督）でスクリーンデビュー。
『澪つくし』などを経て、1992年の『ミンボーの女』や『おこげ』の演技により、キネマ旬報賞・報知映画賞・日本アカデミー賞などの数々の映画賞を受賞し、役者としての地位を確立した。
映画では大林宣彦作品に複数回起用されたほか、ゴジラシリーズには、主演から端役までの様々なポジションで計5作に出演している。
デビュー当初は強面で屈強な役柄が多かったが、温和な人柄と純朴とした雰囲気から人気を得る。素朴な笑顔や自然で味のある演技、脇を固める渋い演技に定評がある。ゴジラシリーズの監督を務めた大河原孝夫は、細かい注文をしなくてもうまく人間味を出し、しっかりとした芝居ができると評している。
数は少ないながらも洋画吹替への出演経験があり、スタンリー・キューブリック監督作の『フルメタル・ジャケット』では厳しい訓練の末に精神に変調をきたすレナード役を担当。村田の演技に関し、キューブリックからも賛辞を送られた。
2006年10月13日に20歳年下の畑中映里佳と結婚。

## 人物
俳優を目指したきっかけは、小学生のころにゴジラシリーズを観て、自身もゴジラのいる画面の中に入りたいと思ったことであった。『ゴジラ2000 ミレニアム』で演じた篠田雄二は、ゴジラへの憧れや興味が自身と重なっていると感じ、内面は作り込まず自身の想いをそのままぶつけたという。
『渡る世間』出演以降は泉ピン子との共演も多く、ピン子夫妻とはプライベートでも家族ぐるみの付き合いで、実弟のように可愛がられている。
趣味は乗馬やボウリングで、特にボウリングは2012年にパーフェクト（300点）を達成したほど。プロ顔負けの腕前で『ダウンタウンDX』では「見知らぬ若者に『今時、マイボール持って来てる』と言われた際は本気で殺意を覚えた」と告白したほど（2015年には日本プロボウリング協会より名誉プロボウラー第1号として金色のワッペンを授与されている）。
プライベートでは渡辺謙、柳葉敏郎、西村まさ彦などと親交がある。
ファッションとしては動きやすいジャージが日常着という。
『ゴジラ2000 ミレニアム』で娘役を演じた鈴木麻由は、村田について優しく面白かったと述べている。

## 受賞歴
- 1993年 
  - 第15回日本アカデミー賞 助演男優賞
  - 第66回キネマ旬報ベスト・テン 助演男優賞
  - 第47回毎日映画コンクール 男優助演賞
  - 第17回報知映画賞 最優秀助演男優賞
  - 第5回日刊スポーツ映画大賞 助演男優賞
  - 第2回日本映画批評家大賞 男優賞
  - 日本映画テレビプロデューサー エランドール新人賞

全て『おこげ』によるもの。
- 2007年 
  - 第62回文化庁芸術祭演劇部門優秀賞

## 出演

### 映画
- 暴力戦士（1979年） - 球殺団 役
- 思えば遠くへ来たもんだ（1980年） - 高橋松男（根性） 役
- 男はつらいよ 寅次郎かもめ歌（1980年） - 菊地貞夫 役
- ええじゃないか（1981年） - クジラ 役
- えきすとら（1982年） - 若手俳優 役
- 幕末青春グラフィティ Ronin 坂本竜馬（1986年） - 那須信吾 役
- 母（1988年） - 久子の夫 役
- リボルバー（1988年） - 警察官 役
- 福沢諭吉（1991年） - 薩摩藩士 役
- ミンボーの女（1992年） - 若杉太郎 役
- おこげ（1992年） - 吉野剛 役
- ゴジラシリーズ
  - ゴジラvsモスラ（1992年） - 安東健二 役[1][3]
  - ゴジラvsデストロイア（1995年） - 速見惣一郎 役[3]
  - ゴジラ2000 ミレニアム（1999年） - 主演 篠田雄二 役[3]
  - ゴジラ・モスラ・キングギドラ 大怪獣総攻撃（2001年） - F7Jパイロット 役[3]
  - ゴジラ×メカゴジラ（2002年） - コンビニの店員 役[3]
- 大病人（1993年） - 医師 役
- あした（1995年） - 唐木隆司 役
- さすらいのトラブルバスター（1996年） - 小林ひかる 役
- マルタイの女（1997年） - 近松刑事 役
- OPEN HOUSE（1997年） - ミヤケ 役
- プライド・運命の瞬間（1998年） - 伊藤弁護士 役
- 風の歌が聴きたい（1998年） - タクシーの運転手 役
- あ、春（1998年） - 沢近 役
- 釣りバカ日誌イレブン（2000年） - 宇佐美吾郎 役
- いのちの海 - Closed Ward -（2001年） - 弁護士 役
- 助太刀屋助六（2002年） - 太郎 役
- KUMISO 組葬（2002年）
- 壬生義士伝（2003年） - 大野千秋 役
- 旋風の用心棒（2003年） - 佐伯刑事 役
- 理由（2004年） - 交番の石川巡査 役
- 恋するトマト（2005年）
- アダン（2006年） - 荒木泰雲 役
- アジアンタムブルー（2006年） - 五十嵐 役
- パッチギ! LOVE&PEACE（2007年） - 朝鮮将棋のおじさん 役
- アコークロー（2007年） - 藤木 役
- 22才の別れ Lycoris 葉見ず花見ず物語（2006年） - 花鈴の父 役
- 青空のルーレット（2007年） - 宮口精三 役
- その日のまえに（2008年） - 村山伸吾 役
- アイ・アム I am.（2010年） - 田辺光一郎 役
- 手のひらの幸せ（2010年） - 竹林雄三 役
- ナチュラル・ウーマン2010（2010年） - 辻 役
- パートナーズ（2010年） - 美羽の父 役
- 動物の狩り方（2011年、若手映画作家育成プロジェクト2010） ※短編映画
- 大地の詩 -留岡幸助物語-（2011年） - 石井十次 役
- ふるさとがえり（2011年）
- HESOMORI -ヘソモリ-（2012年） - 伊賀並 役
- この空の花 長岡花火物語（2012年） - 森民夫 役
- お色気戦隊 熟レンジャー（2012年） - 黒木要之助 役
- じんじん（2013年） - 井上浩司 役
- 野のなななのか（2014年） - 鈴木冬樹 役
- ライアの祈り（2015年） - バーテン 役
- 校庭に東風(こち)吹いて（2016年） - 三木真治 役
- 惑う After the Rain（2017年） - 嶋田医師 役
- 花筐/HANAGATAMI（2017年） - 山内教授 役
- まっ白の闇（2018年） - 岩谷治 役
- DTC -湯けむり純情篇- from HiGH&LOW（2018年） - サウナの客 役
- 海辺の映画館―キネマの玉手箱（2020年） - 西郷隆盛 役
- バイプレイヤーズ 〜もしも100人の名脇役が映画を作ったら〜（2021年）
- 祈り 幻に長崎を想う刻(とき)（2021年） - 一ノ瀬 役
- 宮古島物語ふたたヴィラ 再会ぬ海（2024年）[12]
- ようこ（2024年、横浜国際映画祭2024正式招待短編作品） - 主演
- 海の沈黙（2024年） - 半沢院長 役[13]
- 痴人の愛（2024年） - 椿 役[14]
- 劇映画 孤独のグルメ（2025年） - 滝山 役[15]
- 事実無根（2025年） - 大林明彦 役[16]

### テレビドラマ
- けっぱれ!大ちゃん（1979年、テレビ朝日）※デビュー作
- 父母の誤算（1981年、TBS） - 上野正夫 役
- 陽あたり良好!（1982年、日本テレビ） - 坂本まさお 役
- 橋田壽賀子ドラマ・結婚（1982年、TBS） - 正吉 役
- 大河ドラマ（NHK総合）
  - 徳川家康（1983年） - 岩松八弥 役
  - 独眼竜政宗（1987年） - 茂庭綱元 役
  - 翔ぶが如く（1990年） - 西郷吉二郎 役
  - 炎立つ（1993年 - 1994年） - 安倍貞任 役
  - 軍師官兵衛 （2014年） - 宇都宮鎮房 役
  - 麒麟がくる（2020年） - 稲葉良通（一鉄） 役[17]
- 若草学園物語（1983年、日本テレビ）
- 青が散る（1983年 - 1984年、TBS） - 端山ユウジ（応援団長）役
- ザ・サスペンス「虞美人草 まぼろしの愛に果てた紫の女!」（1984年、TBS）
- 年ごろ家族（1984年、TBS） - 池田吾郎 役
- 太陽にほえろ!（日本テレビ）
  - 第636話「ラガー倒れる」（1985年） - 健司 役
  - 太陽にほえろ! PART2 第5話「長さんの長い午後」（1986年） - 平田竜一 役
- 連続テレビ小説（NHK総合）
  - 澪つくし（1985年） - 小浜敬助 役
  - 君の名は（1991年） -　末永保 役
  - 走らんか!（1995年） - 前田栄二 役
  - ちゅらさん（2001年） - 柴田幸造 役
    - ちゅらさん2（2003年）
    - ちゅらさん3（2004年）
    - ちゅらさん4（2007年）

  - 純情きらり（2006年4月 - 9月） - 松井拓司 役
  - カムカムエヴリバディ・雉真るい編、第39回 - 第60回（2021年12月23日 - 2022年1月26日） - 竹村平助 役
- 親子ゲーム 第9話「一瞬マリオが恋をした」（1986年8月2日、TBS） - 中島晃一 役
- 武蔵坊弁慶（1986年、NHK総合） - 片岡経春 役
- ママはアイドル! 第4話「ママがそっくりショーに出ちゃった!」（1987年5月5日、TBS） -太田先生 役
- ダウンタウン探偵組（1988年、テレビ朝日）
- 火曜サスペンス劇場（日本テレビ）
  - ラーメン横町・女たちの危険な午後（1988年3月1日）
  - 新・女検事 霞夕子シリーズ（1994年 - 2005年） - 霞友行 役
  - 曲り角（2003年6月3日）
- 君の瞳をタイホする!（1988年、フジテレビ） - 警察柔道大会参加の刑事 役
- 風少女（1988年、日本テレビ） - 村木 役
- 抱きしめたい! 第2話「熱い夜は渚でキス」（1988年7月14日、フジテレビ） - 高見沢 役
- 年末時代劇スペシャル「五稜郭」（1988年12月30日 - 31日、日本テレビ） - 官軍 山下喜次郎 役
- 俺たちの時代（1989年、TBS） - 吉田茂一 役
- ドラマチック22「絶唱」（1990年12月22日、TBS）
- 映画みたいな恋したい「ある愛の詩」（1991年1月12日、テレビ東京） - 主演
- 雪の蛍（1991年、フジテレビ） - 早瀬元彦 役
- 土曜ワイド劇場（テレビ朝日）
  - 弁護士・今田一平 北海道OL馬主ツアー殺人事件!（1991年、朝日放送）
  - 森村誠一の終着駅シリーズ 死刑台の舞踏（1992年） -志水義郎 役
  - 探偵事務所1 依頼人が消えていく!（1995年） - 葦木龍男 役
  - 殺意の涯て（2000年）
  - 女検事の報復（2002年）
  - 温泉(秘)大作戦（2004年 - 2016年、朝日放送） - 岩田幸平 役
  - 火の粉（2005年、朝日放送） - 武内真伍 役
  - デパート仕掛け人!天王寺珠美の殺人推理シリーズ（2007年 - 2015年、朝日放送） - 準主演・山岡柊平 役
  - タクシードライバーの推理日誌28・能登和倉〜午前3時の同乗者!!（2010年12月11日） - 矢波良彦 役
  - 司法教官・穂高美子2 9千万円盗んでも無罪の法律トリック!?（2012年9月1日） - 陣野正一 役
- 眠れない夜をかぞえて（1992年、TBS） - 上野栄作 役
- イエローカード（1993年、TBS）
- 鬼平犯科帳 第4シリーズ 第16話「麻布一本松」（1993年、フジテレビ） - 市口又十郎 役
- 適齢期（1994年、TBS） - 緑川薫 役
- ひとの不幸は蜜の味（1994年、TBS） - 小田切修 役
- 金曜エンタテイメント（フジテレビ）
  - 音の犯罪捜査官・響奈津子シリーズ（1995年 - 2005年）
  - スチュワーデス刑事シリーズ1〜10（1997年 - 2006年） - 坂東圭司 役
  - サラリーマン刑事2（1999年） - 吉川雄二 役
- コーチ（1996年） - 剣光彦 役
- 新・半七捕物帳 第10話「三つの声」（1997年、NHK総合） - 金造 役
- 新・腕におぼえあり（1998年、NHK総合）
- ハッピーマニア（1998年、フジテレビ）
- ゲームの達人（1999年、NHK総合）
- 月曜ドラマスペシャル「弁護士迫まり子の遺言作成ファイル2」 時効（2000年、TBS） - 太田達彦 役
- 六番目の小夜子（2000年、NHK教育）
- ショカツ（2000年、フジテレビ）
- Friends（2000年、TBS） - 八雲隆一 役
- 松本清張特別企画 影の車（2001年、TBS） - 浜島幸雄の伯父 役
- マリア（2001年、TBS）
- 女と愛とミステリー（テレビ東京）
  - 保険調査員・蒲田吟子（2001 - 2002年） - 準主演・千原勝一 役
  - 絆（2002年） - 市橋寛吉 役
  - たづたづし（2002年） - 森岡努 役
- 夏の王様（2001年、NHK広島）
- ごきげんいかが?テディベア（2001年、毎日放送、芸術祭優秀賞受賞）
- 新春ワイド時代劇（テレビ東京）
  - 壬生義士伝〜新選組でいちばん強かった男〜（2002年） - 佐助 役
  - 忠臣蔵〜その義その愛（2012年1月2日） - 吉川山右衛門 役
- 月曜ミステリー劇場（TBS）
  - 浅見光彦シリーズ 鬼首殺人事件（2002年）
  - 女タクシードライバーの事件日誌（2003年）
- フジテレビヤングシナリオ大賞「オカンは宇宙を支配する」（2002年、フジテレビ）
- サントリーミステリー大賞「子盗り」（2002年、朝日放送・テレビ朝日）
- ショムニ FOREVER元旦SP（2003年、フジテレビ）
- こちら本池上署 第3シリーズ（2004年、TBS） - 権藤薫 役
- 水曜ミステリー9（テレビ東京）
  - 警視庁黒豆コンビ（2005年 - 2007年） - 準主演・豆田淳也 役
  - 鉄道警察官 走る捜査線（2005年） - 青山保 役
  - 父からの手紙（2007年12月26日） - 秋山和夫 役
  - 夏樹静子サスペンス特別企画 四文字の殺意・ひめごと（2008年2月）
  - 街占師 〜北白川晶子の事件占い〜（2008年・2012年） - 準主演・北白川和樹 役
  - 鑑識特捜班・九条礼子〜骨を知る女〜3（2014年4月16日） - 有働公平 役
  - ソタイ 組織犯罪対策課1（2014年11月12日） - 根本信一 役
- ハルとナツ 届かなかった手紙（2005年、NHK総合） - 高倉忠次 役
- 少しは、恩返しができたかな（2005年、TBS） - 北原一郎 役
- 渡る世間は鬼ばかりシリーズ（TBS） - 田口誠 役
  - 第8シリーズ 第4話 - 最終話（2006年4月27日 - 2007年3月29日）
  - 第9シリーズ（2008年4月3日 - 2009年3月26日）
  - 最終シリーズ（2010年10月14日 - 2011年9月29日）
  - ただいま!! 2週連続スペシャル（2012年9月17日・24日）
  - 2013年二時間スペシャル（2013年5月27日・6月3日）
  - 2015年二時間スペシャル（2015年2月16日・23日）
  - 2016年二夜連続特別企画（2016年9月18日・19日）
  - 2017年3時間スペシャル（2017年9月18日）
  - 3時間スペシャル2018（2018年9月17日）
  - AI橋田壽賀子企画 渡る世間は鬼ばかり 番外編（2025年5月11日、BS-TBS）[18]
- Happy!（2006年4月7日、TBS） - 海野洋平太 役 
  - Happy!2〜私、先輩のためにガンバリます。〜（2006年12月26日）
- ドラマ・コンプレックス「手の上のシャボン玉」（2006年、日本テレビ） - 木内剛男 役
- 千の風になって ドラマスペシャル「はだしのゲン」（2007年、フジテレビ） - 倉田伸介 役
- 君が光をくれた（2006年12月4日、TBS） - 関谷英雄 役
- 月曜ゴールデン（TBS）
  - おふくろ先生のゆうばり診療日記（2008年2月25日、TBS）
  - 浅見光彦シリーズ24 津和野殺人事件（2008年9月29日、TBS）
  - 釣り刑事（2010年9月6日、TBS）
  - 女タクシードライバーの事件日誌5（2010年11月29日、TBS） - 宮本 役
  - 銭の捜査官 西カネ子（2016年・2019年） - 西武雄 役
- 土曜ドラマ「刑事の現場」第3回「運び屋を追え」（2008年3月22日、NHK総合） - 中沢繁治 役
- NHKスペシャル（NHK総合）
  - 最後の戦犯（2008年12月7日）
  - 未解決事件 File.6 赤報隊事件（2018年1月27日） - 右翼団体関係者 役
  - シリーズ 体感 首都直下地震「パラレル東京」（2019年12月2日 - 5日） - 真木英輔 役
- テレビ朝日50周年ドラマスペシャル「警官の血」（2009年2月7日、テレビ朝日） - 井岡 役
- 金曜プレステージ「平岩弓枝・作家50年記念「嫁の座」（2009年5月29日、フジテレビ） - 鬼島龍太郎 役
- 坂の上の雲（2009年-2011年、NHK総合） - 伊地知幸介 役
- 君たちに明日はない（2010年1月 - 2月、NHK総合） - 平山和明 役
- 経済ドキュメンタリードラマ ルビコンの決断「世界初!夢の自転車 〜坂道らくらく 驚異の新感覚〜」（2010年2月4日、テレビ東京） - 主演・開発責任者 藤田武男 役
- 平成22年度文化庁芸術祭参加「塀の中の中学校」（2010年10月11日、TBS）
- 科捜研の女（テレビ朝日）
  - Season 11 第10話（2012年1月26日） - 麻生慶一 役
  - Season 20 第2話（2020年10月29日） - 迫田茂夫 役
- たぶらかし-代行女優業・マキ- 最終話（2012年6月28日、読売テレビ） - 藤田敦夫 役
- 捜査地図の女 第2話（2012年10月25日、テレビ朝日） - 柳原秀夫 役
- 雲霧仁左衛門（2013年10月 - 11月、NHK BSP） - 山田藤兵衛 役
  - 雲霧仁左衛門2（2015年2月 - 3月）
  - 雲霧仁左衛門3（2017年1月 - 2月）
  - 雲霧仁左衛門4（2018年9月 - 10月）
  - 雲霧仁左衛門ファイナル（2025年1月 - ）[19]
- 今夜は心だけ抱いて（2014年、NHK BSP） - 須加洋平 役
- 東京スカーレット〜警視庁NS係 第5話（2014年8月12日、TBS） - 岡林信之 役
- 孤独のグルメ Season4 第9話（2014年9月3日、テレビ東京） - 滝山 役
  - 孤独のグルメ〜美味しいけどホロ苦い…井之頭五郎の災難〜 「デリバリー編」（2022年3月31日、Paravi/4月1日、ひかりTV）[20]
- ドラマスペシャル「名探偵キャサリン2 〜消えた相続人〜」（2016年3月20日、テレビ朝日） - 田中総一郎 役
- コントレール〜罪と恋〜（2016年4月15日 - 6月10日、NHK総合） - 兵藤雄彦 役
- 念力家族 SEASON2 第14話（2016年9月12日、NHK Eテレ）
- Xmasミステリー特別企画「ホテル警備隊 田辺素直」（2016年12月25日、テレビ東京） - 小太刀正平 役
- 人形佐七捕物帳 第7話（2017年1月1日、BSジャパン） -  吉五郎 役
- 緊急取調室 SECOND SEASON 第2話「靴下をはかせる男」（2017年4月27日、テレビ朝日） - 宮沢俊哉 役[21]
- やすらぎの郷 第72話 - 第74話（2017年7月11日 - 13日、テレビ朝日） - 柿原一平 役
- 月曜名作劇場「オバチャン保険調査員 赤宮楓のマル秘事件簿」（2017年8月21日、毎日放送・TBS系） - ラーメン屋店主 役
- アシガール（2017年9月23日 - 12月16日、NHK総合） - 高山宗鶴 役
  - アシガールSP 〜超時空ラブコメ再び〜（2018年12月24日）
- 遺留捜査 第5シリーズ 第2話「紅い風鈴〜25年間騙され続けたサギ師」（2018年7月19日、テレビ朝日） - 山田一郎 役
- 不惑のスクラム（2018年9月1日 - 10月13日、NHK総合） - 金田順三 役
  - 不惑のスクラム スペシャル（2019年9月16日）
- BS笑点ドラマスペシャル 五代目三遊亭圓楽（2019年1月12日、BS日テレ） - 圓生一門幹部 役
- ドラマスペシャル アガサ・クリスティ「予告殺人」（2019年4月14日、テレビ朝日） - 鬼瓦胖六 役
- 大富豪同心（NHK BSプレミアム） - 水谷弥五郎 役
  - 大富豪同心（2019年5月10日 - 7月12日）
  - 大富豪同心2（2021年5月28日 - 7月23日）
- 都立水商! 〜令和〜 第1話（2019年5月6日、毎日放送 / 2019年5月8日、TBS） - 大海原春香の父親 役
- ノーサイド・ゲーム（2019年7月7日 - 9月15日、TBS） - 吉原欣二 役
- 監察医 朝顔 第11話（2019年9月23日、フジテレビ） - 吉野 役
- ドラマスペシャル 最上の命医2019（2019年10月2日、テレビ東京） - 中込隆三 役
- 同期のサクラ 第3話「入社3年目震災発生 本気で叱ってくれた仲間が寿退社に逃げる時 魂の叫び声は、ブスッブスブス!」（2019年10月23日、日本テレビ） - 葦田部長 役
- 赤ひげ3 第5回「津川の縁談」（2020年11月20日、NHK BSプレミアム） - 常盤屋喜兵衛 役
- テレビ朝日開局60周年記念 2夜連続ドラマスペシャル「逃亡者」（2020年12月5日・6日、テレビ朝日） - 石森卓 役
- 警視庁ゼロ係〜生活安全課なんでも相談室〜 静岡SP（2021年1月25日、テレビ東京） - 田所三郎 役
- プレミアムドラマ「生きて、ふたたび 保護司・深谷善輔」（2021年11月28日 - 2022年1月23日、NHK BSP） - 星野一平 役
- イマジン〜脳がハマるドラマ〜 「斉藤さんとヒカリちゃん」（2021年12月27日、テレビ朝日） - 斉藤博紀 役
- 嫌われ監察官 音無一六 season1 第5話（2022年6月3日、テレビ東京） - 松野弘一 役
- 刑事7人 第8シーズン 第3話（2022年7月27日、テレビ朝日） - 安西満 役
- ブラックポストマン 第3話 - 第5話（2023年9月1日 - 15日、テレビ東京） - 稲田誠一 役[22]
- 日越外交関係樹立50周年記念ドラマ「ベトナムのひびき」（2024年3月2日、NHK BSP4K / 3月17日、NHK BS） - 佐倉清 役[23]
- Qrosの女 スクープという名の狂気 第6話（2024年11月11日、テレビ東京） - 菅野洋二 役
- 令和サスペンス劇場「旅人検視官 道場修作3」 鹿児島県・指宿温泉殺人事件（2024年12月7日、BS日テレ） - 久保一登 役[24]
- わが家は楽し（2025年3月13日、TBS） - 菓子屋の金ちゃん 役[25]
- あきない世傳 金と銀2（2025年4月6日 - 5月25日、NHK BS・NHK BSP4K） - 荘八 役[26]

### テレビ番組
- 世界一周 魅惑の鉄道紀行（2017年10月30日 -、BS-TBS） - 旅人(不定期出演)
- 長岡市復興10年特別番組「復興10年　長岡　伝える心、つながる未来」（2014年、NST新潟総合テレビ） - ナビゲーター
- 桑田佳祐のレッツゴーボウリング 日米オールスター頂上決戦!（2019年1月3日、テレビ東京）[27]
- BSプレミアムがお引っ越し!カウントダウンSP（2023年11月30日、BS1, BSP）[28]

### オリジナルビデオ
- 会社にしたい!（1997年） - 準主演（友情出演）
- 極道の掟1,2（2016年）全2作 - 啓和会若頭補佐 山崎組組長 山崎健一 役
- 孤高の叫び1,2（2018年）全2作 - 勝花組組長 三田村崇 役
- GOKU・OH 極王 1,2,3（2019年） - 大阪道頓堀 カフェバーのマスター 役

### 劇場アニメ
- 平成狸合戦ぽんぽこ （1994年） - 文太 役

### 吹き替え
- マイ・ボディガード（リッキー〈アダム・ボールドウィン〉）
- フルメタル・ジャケット（レナード〈ヴィンセント・ドノフリオ〉）
- 忘れ物[遺失物]（ヨンマン〈ホ・ジュノ〉）※韓国ドラマ。2006年11月にNHK-BS2で放送。

### ラジオドラマ
- FMシアター（NHK-FM）
  - 『海のお城がくれた夏』（2024年11月23日） - 風谷実 役[29]

### 舞台
- 結婚（石井ふく子演出、1982年）
- ガラスの動物園（マイケル・ブルーム演出、1992年）
- クラウド・9（マシュー・ロイド演出、1995年）
- 宮沢賢治（深町幸男演出、1996年）
- ガラスの動物園（鴨下信一演出、1997年）
- 昭和歌謡大全集（蜷川幸雄演出、1997年）
- イーハトーボの劇列車（木村光一 演出、1999年）
- OVER THE CENTURY（福島三郎演出、2000年）
- 丘の上のイエッペ（木村光一演出、2002年）
- あの川に遠い窓（長谷川孝治作・演出、2003年）
- OINARI〜浅草ギンコ物語〜（中島かずき作、加納幸和演出、2003年）
- アクターズ・スリル&チャンス全公演
- 演劇「津軽」（長谷川孝治潤色/脚本・演出、2010年）
- 雪やこんこん（鵜山仁演出、2012年）
- 長い墓標の列（新国立劇場 福田義之作、演出宮田慶子、2013年）
- 放浪記（2015年、シアタークリエ ほか） - 安岡信雄 役
- THE BAMBI SHOW（2017年）
- 子午線の祀り（2017年、21年）
- セールスマンの死（2018年）
- 青空（㭴田正剛脚本・演出、2025年）[30]
- エドモン〜シラノ・ド・ベルジュラックを書いた男〜（マキノノゾミ演出、2025年）[31]

### CM
- 中外製薬「グロンサンプラス」（1996年）
- 東日本ハウス「東日本ハウスCF」（1997年）
- 黄桜酒造「呑」（1997年）
- JR西日本「夏キャンペーン 家族最大の作戦」（1998年）
- YAMAHA「マリン事業企業」（2000年）
- 小林製薬「熱さまシート」（2000年）
- 城南建設「住宅情報館」（2003年 - ）
- 花王「ふんわりニュービーズ」（2006年頃）
- アピタ・ユニー（2007年頃 - ）
- ファンケルヘルスサイエンス「えんきん」（2015年）[32]

## 音楽作品
- どんなにうまい嘘だって（高島礼子とデュエット）（2000年11月01日） - CDシングル
黄桜「呑」CMイメージ・ソング （TKDA-72048,ミノルフォン）